# Staré Hraběcí
Staré Hraběcí (německy Alt Grafenwalde) je malá vesnice, místní část města Velký Šenov v okrese Děčín. Nachází se asi 3 km na jihovýchod od Velkého Šenova. Vsí prochází silnice II/265. Je zde evidováno 24 adres. V roce 2011 zde trvale žilo 18 obyvatel.
Staré Hraběcí je také název katastrálního území o rozloze 3,22 km2. V katastrálním území Staré Hraběcí leží i Janovka, Leopoldka a Malý Šenov.

## Historie
Nejstarší písemná zmínka pochází z roku 1730. Do roku 1946 nesla obec název Stará Grafenwalde.

## Pamětihodnosti
- kaple svatého Václava z roku 1878

## Obyvatelstvo
|                                                                      | 1869 | 1880 | 1890 | 1900 | 1910 | 1921 | 1930 | 1950 | 1961 | 1970 | 1980 | 1991 | 2001 | 2011 |
| -------------------------------------------------------------------- | ---- | ---- | ---- | ---- | ---- | ---- | ---- | ---- | ---- | ---- | ---- | ---- | ---- | ---- |
| Obyvatelé                                                            | 191  | 184  | 176  | 170  | 155  | 122  | 133  | 75   | 53   | 35   | 27   | 23   | 21   | 18   |
| Domy                                                                 | 28   | 29   | 30   | 30   | 30   | 26   | 27   | 32   | .    | 11   | 9    | 9    | 17   | 16   |
| Počet domů z roku 1961 je zahrnut v domech místní části Velký Šenov. |      |      |      |      |      |      |      |      |      |      |      |      |      |      |